# 계통수

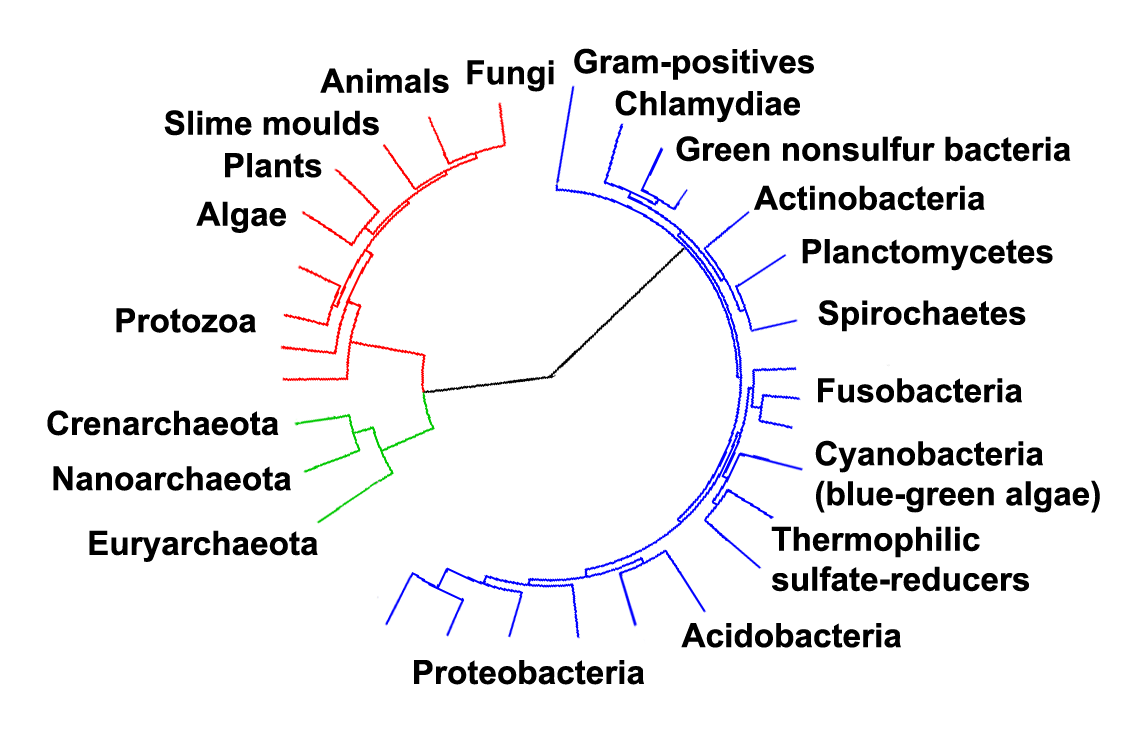
공통 조상으로부터 분화된 세 도메인의 진화 계통도.
적색 - 진핵생물, 녹색 - 고균, 청색-세균

동물 계통수

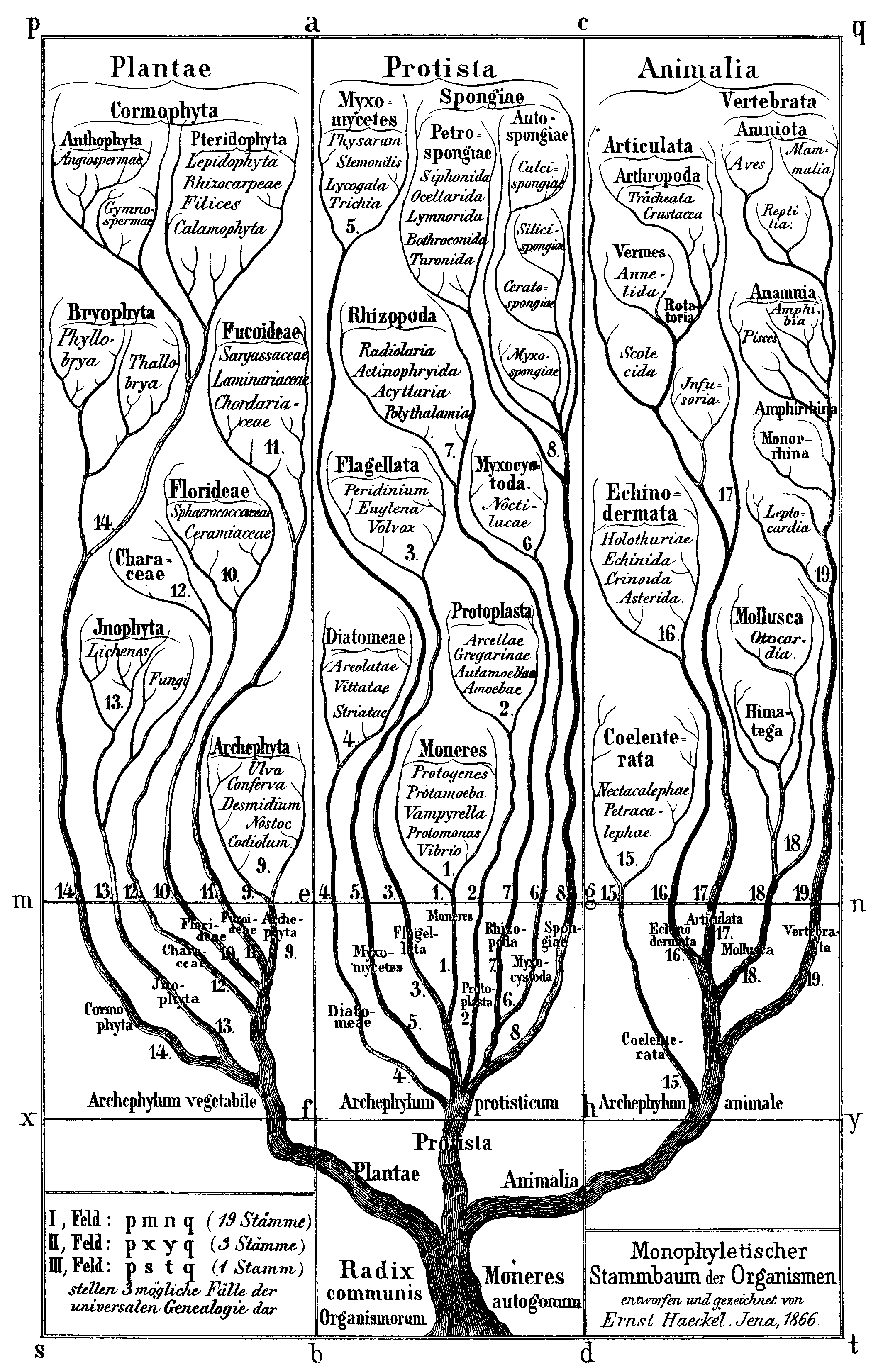
헤켈의 계통수

계통수(系統樹, phylogenetic tree)는 생물이 진화의 결과 여러 종이나 분류군 사이에서 나타나는 신체적이거나 유전적 특징의 유사성과 차이를 바탕으로 친연 관계를 수형도로 나타낸 다이어그램이다.
계통수를 구성할 때에는 보통 생물의 상동성을 기반으로 해당하는 모든 생물 분류군의 진화적 변인을 최소한으로 가정하는 최절약 원리(오컴의 면도날)와 분자적 유전 정보 자료를 바탕으로 뉴클레오타이드의 치환 정도를 컴퓨터 프로그램을 통해 분석하는 최우법이 사용된다.

## 같이 보기

### 생명의 나무 (과학)
- 3역 체계(Three-domain system)
- 생명
- 생물 진화의 역사
- 위키생물종
- 생물 목록

### 전문 분야
- 계통학
- 분지학
- 진화생물학
- 진화분류학(Evolutionary taxonomy)

## 같이 보기
- 바닥 계통군